# Marian Machowski
Marian Józef Machowski (ur. 1 października 1932 w Krakowie, zm. 5 stycznia 2022 tamże) – polski piłkarz, napastnik.
Przez wiele sezonów, w latach 1954-1963, był piłkarzem Wisły Kraków. Zdobył 51 bramek w 182 spotkaniach. W reprezentacji Polski wystąpił tylko raz, w rozegranym 26 sierpnia 1956 spotkaniu z Bułgarią. Polska przegrała 1:2.

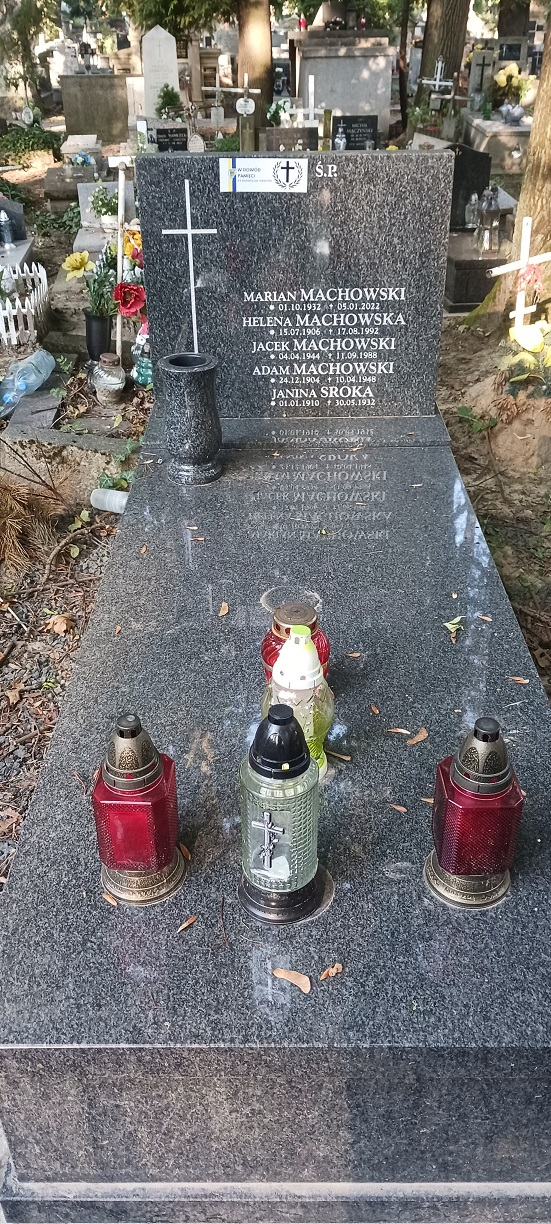
Grób piłkarza Mariana Machowskiego na cmentarzu rakowickim w Krakowie